# Misty Blue (альбом)
Misty Blue (с англ. — «Туманная грусть») — тридцать восьмой студийный альбом американской джазовой певицы Эллы Фицджеральд, выпущенный на лейбле Capitol Records в 1968 году под студийным номером Capitol ST 2888. Данная пластинка является компиляцией кантри-песен в джазовой обработке Фицджеральд.
В 1991 году Capitol перевыпустили запись в формате CD под студийным номером Capitol CDP 7-95152-2.

## Список композиций
| №                   | Название                           | Текст песни         | Музыка              | Длительность |
| ------------------- | ---------------------------------- | ------------------- | ------------------- | ------------ |
| 1.                  | «Misty Blue»                       | Боб Монтгомери      | Боб Монтгомери      | 2:30         |
| 2.                  | «Walking in the Sunshine»          | Роджер Миллер       | Роджер Миллер       | 2:32         |
| 3.                  | «It’s Only Love»                   | Эдди Арнольд        | Эдди Арнольд        | 3:04         |
| 4.                  | «Evil on Your Mind»                | Харлан Ховард       | Харлан Ховард       | 2:18         |
| 5.                  | «I Taught Him Everything He Knows» | Сильвия Ди          | Артур Кент          | 2:47         |
| 6.                  | «Don’t Let That Doorknob Hit You»  | Вик Макальпин       | Вик Макальпин       | 2:26         |
| Общая длительность: | Общая длительность:                | Общая длительность: | Общая длительность: | 15:37        |

| №                   | Название                | Текст песни         | Музыка              | Длительность |
| ------------------- | ----------------------- | ------------------- | ------------------- | ------------ |
| 7.                  | «Turn the World Around» | Бен Петерс          | Бен Петерс          | 2:45         |
| 8.                  | «The Chokin’ Kind»      | Харлан Ховард       | Харлан Ховард       | 2:02         |
| 9.                  | «Born to Lose»          | Тед Даффан          | Тед Даффан          | 3:18         |
| 10.                 | «This Gun Don’t Care»   | Ларри Ли            | Ларри Ли            | 2:44         |
| 11.                 | «Don’t Touch Me»        | Хэнк Кохрэн         | Хэнк Кохрэн         | 2:56         |
| Общая длительность: | Общая длительность:     | Общая длительность: | Общая длительность: | 13:45        |

## Участники записи
- Элла Фицджеральд — вокал.
- Сид Феллер — аранжировки, дирижирование.